# Oldtown (Barnsley)
Oldtown – wieś w Anglii, w hrabstwie ceremonialnym South Yorkshire, w dystrykcie metropolitalnym Barnsley. Leży 20 km na północ od miasta Sheffield i 246 km na północ od Londynu.